# Sustentabilidade social
Sustentabilidade social é o termo dado a um ramo da Sustentabilidade. Esta não se trata apenas de questões ambientais, mas também de questões econômicas e sociais. Tem como objetivo melhorar a qualidade de vida de forma que as gerações passadas não usem todos os recursos disponíveis das gerações futuras. Visa a economia de recursos diminuindo a desigualdade social e ampliando os direitos humanos. 

## História
A sustentabilidade foi pensada pela primeira vez em 1972, na Conferência de Estocolmo. O termo “sustentabilidade” não foi usado, mas foi debatida a necessidade de preservar o ambiente para as próximas gerações. 
É importante pensar e praticar a sustentabilidade social, porque ajuda a diminuir a violência e desigualdade social, melhora a qualidade de vida e amplia os direitos, além de aperfeiçoar a educação. Para se alcançar a sustentabilidade social, é preciso qualificação profissional, investimentos governamentais, saneamento básico, ou seja, todas as riquezas disponíveis e produzidas no país.  